# مصلان عثمان
مصلان بنت عثمان (انگلیسی: Mazlan Othman؛ زادهٔ ۱۱ دسامبر ۱۹۵۱) اخترفیزیک‌دان مالزیایی است که نقش پیشگامانه‌ای در مشارکت مالزی در اکتشافات فضایی داشته است. او اولین اخترفیزیک‌دان زن کشورش بود و در ایجاد برنامه‌درسی اخترفیزیک در دانشگاه ملی، همچنین افزایش آگاهی عمومی و درک نجوم و مسائل فضایی کمک شایانی کرد. او به عنوان مدیرکل آنگکاسا (سازمان فضایی ملی مالزی) منصوب شد و از ۲۰۰۷ تا ۲۰۱۴ مدیر دفتر امور فضایی ملل متحد در وین بود.

## اوایل زندگی و تحصیلات
مصلان در سرامبان، مالزی متولد شد و در کالج تونکو کورشیه، یک مدرسه شبانه‌روزی معروف در سرامبان، نگری سمبیلن تحصیل کرد. استعداد او در ریاضیات باعث شد در رشته علوم ثبت‌نام کند. اگرچه خانواده‌اش تشویقش می‌کردند که پزشک شود، او تصمیم گرفت فیزیک را دنبال کند. او با بورسیه طرح کلمبو در دانشگاه اوتاگو در دوندین، نیوزیلند تحصیل کرد و در ۱۹۷۵ مدرک کارشناسی ارشد با افتخار دریافت کرد. سپس به عنوان مربی به دانشگاه ملی مالزی (یوکِی‌اِم) پیوست، اما با تمدید بورسیه‌اش به اوتاگو بازگشت و در ۱۹۸۱ دکترای فیزیک گرفت - اولین زنی که از زمان تأسیس دانشگاه در ۱۸۶۹ به این مدرک دست یافت.

## حرفه علمی
مصلان عثمان به عنوان اولین اخترفیزیک‌دان مالزی به کشورش بازگشت و در ایجاد برنامه‌درسی اخترفیزیک در دانشگاه ملی و افزایش آگاهی عمومی دربارهٔ نجوم و فضا تلاش کرد. او همچنین یک ترم در رصدخانه کیسو در ژاپن پژوهش انجام داد.
علاقه او به آموزش عمومی در ۱۹۹۰ زمانی پاداش گرفت که نخست‌وزیر مهاتیر محمد او را مسئول بخش رصدخانه در دفتر نخست‌وزیری قرار داد تا توسعه رصدخانه ملی مالزی در کوالالامپور را نظارت کند. پس از افتتاح رصدخانه در ۱۹۹۳، مصلان به عنوان مدیرکل بخش جدید مطالعات علوم فضایی دولت منصوب شد و برنامه توسعه میکرو ماهواره‌ها را راه‌اندازی کرد. سال بعد به مقام استاد تمامی رسید.
در نوامبر ۱۹۹۹، کوفی عنان، دبیرکل سازمان ملل متحد، مصلان را به عنوان مدیر دفتر امور فضایی ملل متحد (یواِن‌اواُ‌اِس‌اِی) در وین منصوب کرد. به درخواست نخست‌وزیر مهاتیر، او در ژوئیه ۲۰۰۲ به مالزی بازگشت تا به مدت پنج سال به عنوان اولین مدیرکل آنگکاسا خدمت کند، جایی که کارش منجر به پرتاب اولین فضانورد مالزیایی، شیخ مظفر شکور شد.
مصلان در ۲۰۰۷ توسط بان کی‌مون، دبیرکل سازمان ملل، مجدداً به عنوان مدیر یواِن‌اواُ‌اِس‌اِی منصوب شد و در دسامبر همان سال آنگکاسا را ترک کرد تا به این سمت بازگردد. در یواِن‌اواُ‌اِس‌اِی، او با مسائلی مانند همکاری‌های بین‌المللی در فضا، پیشگیری از برخوردها و زباله‌های فضایی، استفاده از سکوهای سنجش از دور فضایی برای توسعه پایدار، هماهنگی قوانین فضایی بین کشورها و خطرات سیارک‌های نزدیک به زمین سر و کار داشت.
در سپتامبر ۲۰۱۰، چندین منبع خبری گزارش دادند که سازمان ملل به زودی عثمان را به عنوان سفیر برای تماس با موجودات فرازمینی منصوب خواهد کرد، که ظاهراً این ادعاها بر اساس اظهارات او دربارهٔ نقش سازمان ملل در هماهنگی پاسخ بین‌المللی به چنین تماسی و حضور برنامه‌ریزی شده‌اش در یک پانل انجمن سلطنتی در اکتبر همان سال با عنوان «به سوی یک دستورکار علمی و اجتماعی دربارهٔ زندگی فرازمینی» بود. با این حال، یک سخنگوی سازمان ملل این گزارش‌ها را «بی‌معنی» خواند و هرگونه برنامه‌ای برای گسترش وظایف یواِن‌اواُ‌اِس‌اِی را رد کرد. عثمان نیز در ایمیلی به گاردین گفت: «به خواست سازمان ملل متحد باید بگویم این موضوع هرچند جالب به نظر می‌رسد، اما تکذیب می‌کنم.» او بعداً توضیح داد که سخنرانی‌اش نشان می‌دهد چگونه امور فرازمینی می‌تواند به موضوعی برای بحث در سازمان ملل تبدیل شود، با استفاده از مثال‌هایی مانند بحث‌های سازمان ملل دربارهٔ اجرام نزدیک به زمین و زباله‌های فضایی.
پس از بازنشستگی از سازمان ملل، عثمان در کمیته‌های مشورتی و هیئت‌های مدیره مرتبط با علم و فضا خدمت کرد، به عنوان استاد مدعو تدریس نمود و به عنوان عضو ارشد آکادمی علوم مالزی انتخاب شد. در سپتامبر ۲۰۱۷، او به عنوان مدیر دفتر منطقه‌ای شورای بین‌المللی علم (آی‌اِس‌سی) برای آسیا و اقیانوسیه منصوب شد.